# آتیلیو تسر
آتیلیو تسر (انگلیسی: Attilio Tesser؛ زادهٔ ۱۰ ژوئن ۱۹۵۸) بازیکن فوتبال اهل ایتالیا است.
از باشگاه‌هایی که در آن بازی کرده‌است می‌توان به باشگاه فوتبال پروجا، باشگاه فوتبال اودینزه، باشگاه فوتبال کاتانیا، و باشگاه فوتبال ناپولی اشاره کرد.
وی همچنین در تیم ملی فوتبال زیر ۲۱ سال ایتالیا بازی کرده‌است.